# Ганс фон Ведель-Шифельбайн
Ганс фон Шифельба́йн (нем. Hans von Schivelbein), с 1384 года — Ганс фон Ве́дель (нем. Hans von Wedel); до 1351 года —  1391, Унислав Орденсбурга на земле Ку́льмерланд) — войт-бейливик и судебный пристав Ноймарка.

## Биография
Ганс фон Шифельбайн из прусско-померанской дворянской семьи фон Ведель был сыном Хассо фон Ведель-Шифельбайна (нем. Hasso von Wedel-Schivelbein) по прозвищу «Хассо Старый» (нем. Hasso der Alte), который впервые упоминается в исторических источниках 1351 года. До совершеннолетия — в 1364 году, — принял государственное правление в Шифельбайне (нем. Schivelbein) в качестве наследника своего отца, которым он правил в последующие двадцать лет.
Первоначально был на стороне люксембургских маркграфов, но в последние годы XIV века стал последним представителем своей семьи в качестве войта-бейливика Ноймарка. В этот период Гансу пришлось влезть в непомерные долги, что — в конечном итоге, — привело к полному отсутствию средств на дальнейшее существование.

Он был верен дому Люксембургов, как его отец был верен дому Виттельсбахов. Но жители Люксембурга не поблагодарили его. Долги, в которые ему приходилось влезать, становились всё тяжелее и тяжелее; он продал то, что можно было продать из своего собственного имущества.— Ludwig Kortlepel
После смерти единственного сына, 19 сентября 1383 года Ганс продаёт половину поместья Шифельбайн Хеннингу фон Ведель-Фалькенбургу (нем. Henning von Wedel-Falkenburg), вероятно с намерениями оставить территорию своей семье. Однако, в 1384 году был вынужден передать остальное имущество Великому магистру Тевтонского ордена — Винриху фон Книпроде. С тех пор Ганс фон Шифельбайн стал называть себя Гансом фон Веделем (нем. Hans von Wedel).
Договор, согласованный с Орденом в Эльблонге (нем. Elbing) 14 апреля 1384 года, был одобрен королём Венцелем (нем. Wenzel von Luxemburg) 16 декабря того же года. Веделю и его жене, умершей в 1409 году, была назначена пожизненная пенсия, а место жительства — орденский замок (нем. Ordensburg) в Униславе (нем. Unislaw). В дальнейшем Хеннинг фон Ведель-Фалькенбург не выдержал давления ордена и 3 мая 1386 года был вынужден согласиться также покинуть замок Шифельбейн (нем. Schivelbeiner Schloß).
Как и в 1402 году, при приобретении всего Ноймарка, Тевтонский орден намеревался обезопасить путь в Пруссию (нем. Preußen) «солдатам удачи» и добровольным помощникам (волонтёрам), путём приобретения Шифельбайна, который служил резиденцией ноймаркского бейливика, пока не была приобретена вся остальная часть Ноймарка.